# Chapelle de l’Œuvre-du-Sacré-Cœur de Puteaux
L’Œuvre-du-Sacré-Cœur est une église du diocèse de Nanterre située 18, rue des Pavillons à Puteaux.

## Description
Il s'agit de la chapelle de l'œuvre du Sacré-Cœur, dite Foyer Henri-Planchat, du nom du père Planchat. Rasée et reconstruite après la guerre sous une apparence plus moderne, elle se présente sous la forme d'une bloc dans une barre de béton.
C'est aujourd'hui un lieu de mission de la Communauté du Chemin Neuf.

## Histoire
Pendant la Guerre franco-allemande de 1870, les abbés Ducastel et Combes accueillirent des malheureux au presbytère de l'Église Notre Dame de Pitié. Ils s'installeront par la suite quai de Dion, et après plusieurs déménagements, ce foyer finira à son adresse actuelle, dont le terrain est acquis en 1875 par l'Abbé Olivier de la Coste. Une première chapelle sera construite en 1878, dans laquelle seront translatées des reliques du martyr Valérien.